# カトレン地区
カトレン地区 (Kgatleng District) は、ボツワナ南東部の行政区。ツワナ系のカトラ族の根拠地で、州都は南西部のモチュディ。2001年の国勢調査人口は 73,507 人

## 地理
。北にセントラル地区、西にクウェネン地区、南西にサウスイースト地区、南に南アフリカ共和国の北西州、東にリンポポ州と接する。

## 行政区画
下位行政区画はない。